# Amaury de Ghellinck d'Elseghem Vaernewijck
Amaury J. Charles M. C. Ghislain de Ghellinck d'Elseghem Vaernewijck (Gent, 30 januari 1851 - Brussel, 28 juli 1919) was een Belgisch senator en burgemeester.

## Levensloop
Amaury de Ghellinck was de oudste van de vijf kinderen van ridder Ernest de Ghellinck d'Elseghem (1823-1868) en van burggravin Prisca de Vaernewyck d'Angest (1826-1869). Hij trouwde met Marie-Sophie de T'Serclaes (1856-1932) en ze kregen zes kinderen die voor een talrijk nageslacht hebben gezorgd. 
Amaury kreeg vergunning in 1885 om 'Vaernewyck' aan de familienaam toe te voegen (zijn moeder was de laatste naamdrager van dit geslacht). In 1900 kreeg hij een bij eerstgeboorte erfelijke titel van burggraaf. Van zijn vader erfde hij de titel van pauselijk graaf.
De Ghellinck maakte voornamelijk naam als bibliofiel, genealoog, heraldicus en archeoloog.
Hij werd in 1876 gemeenteraadslid en burgemeester van Elsegem. Op 29 november 1918 werd hij katholiek senator voor het arrondissement Oudenaarde-Aalst, in opvolging van de enkele dagen voordien overleden Paul Raepsaet. Hij overleed weinige maanden later.